# ベルシステム

ベルシステムのロゴマーク。1969年にアメリカのグラフィックデザイナー、ソール・バスがデザインした。

ベルシステム（英語: Bell System）またはベル系（ベルけい）とは、AT&T（およびその前身のベル電話会社）が北米の電話サービス業界を支配していた企業構造のことであり、1877年に設立されてから1980年代初頭に反トラスト法により解体されるまでの約100年間、その状態が継続していた。このシステムが、アメリカ合衆国とカナダのほとんどの地域で、電気通信用の製品からサービスまでを垂直的に独占していたため、俗にMa Bell（マーベル、Mother Bellの略）と呼ばれていた。1980年代初頭のベルシステム解体時には、1500億ドル（2019年の価値換算で3700億ドル相当）の資産を持ち、100万人以上の従業員を抱えていた。
1910年代から、アメリカの反トラスト規制当局は、ベルシステムが独占力を乱用していることを監視し、非難しており、数十年の間に何度も法的措置をとっていた。1974年にアメリカ合衆国司法省の反トラスト部門がシャーマン法違反でAT&Tに対する訴訟を起こした。1982年、AT&Tは勝訴の見込みがないことを見越して、司法省が命じた同意判決に同意した。これは、AT&Tの地域通信部門を7つの地域ベル電話会社（通称「ベビーベル」）に分割することを命じるものだった。1984年1月1日に分割が実行され、巨大通信コングロマリットは消滅した。ベビーベル各社は、長距離通信部門のみとなったAT&Tとは独立した企業となり、そのうちのいくつかは現在では非常に大きな企業となっている。2005年、ベビーベルの1社であるSBCコミュニケーションズ（旧サウスウェスタン・ベル）は、AT&Tを買収してAT&T Inc.に改称した。

## 歴史

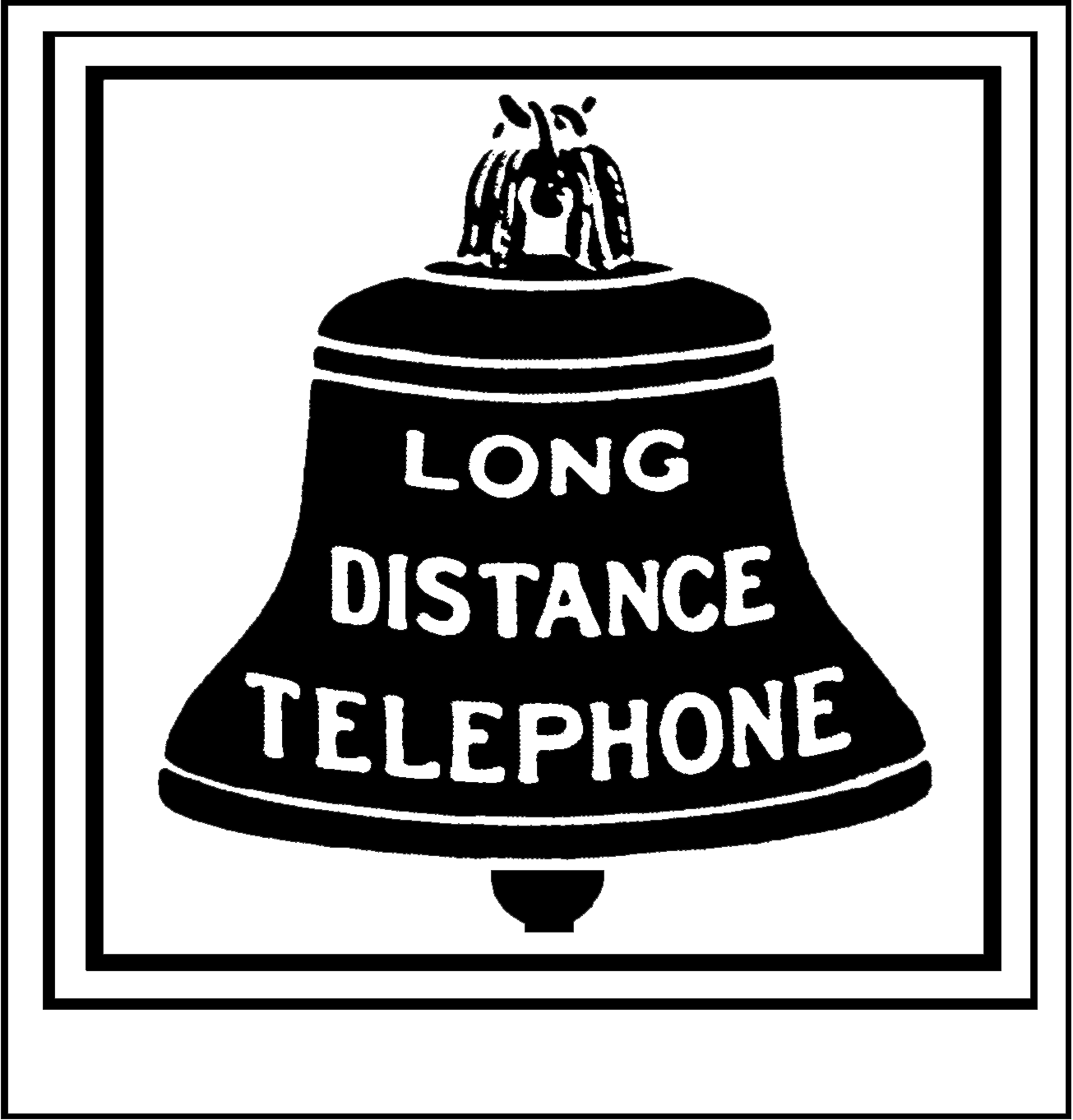
1889年から1900年まで使用していたロゴ

### 設立
1876年3月7日、アレクサンダー・グラハム・ベルは電話機のアメリカにおける特許を取得した。翌1877年、ベルの名を冠したベル電話会社(Bell Telephone Company)が設立され、コネチカット州ニューヘイブンに最初の電話局を開設した。それから数年のうちに、アメリカ本土の主要都市に電話局が設立された。「ベルシステム」という名称は、ベル電話会社が所有する全ての電話会社を指す言葉である。これらの会社は、社内では関連会社(associated companies)、地域持株会社(regional holding companies)と呼ばれ、後にはベル運営会社(Bell operating companies, BOCs)と呼ばれるようになった。1885年、ベル電話会社は、ニューヨークとシカゴ、さらにその先を結ぶ長距離電話を提供するためにアメリカ電信電話会社(American Telephone & Telegraph Company, AT&T)を設立した。
1899年、AT&Tは、親会社であるベル電話会社の資産を買収した。AT&Tが親会社を買収して逆にその子会社とし、AT&Tがベルシステムのトップとなったのは、ベル電話会社の本社があったボストンよりもニューヨークの方が規制や税制が緩かったからである。その後、ベルシステムとその呼び名である「マーベル」は、AT&Tの全ての会社を総称する言葉となった。
ベルシステムには以下の4つの主要部門があった。
- AT&Tロングラインズ (AT&T Long Lines) - 長距離電話サービスを提供し、地方都市を相互に接続する。
- ウェスタン・エレクトリック (Western Electric Company) - 機器製造部門
- ベル研究所 (Bell Labs) - 研究開発部門
- ベル運営会社 - 市内電話サービスを提供する。

### キングスベリー契約

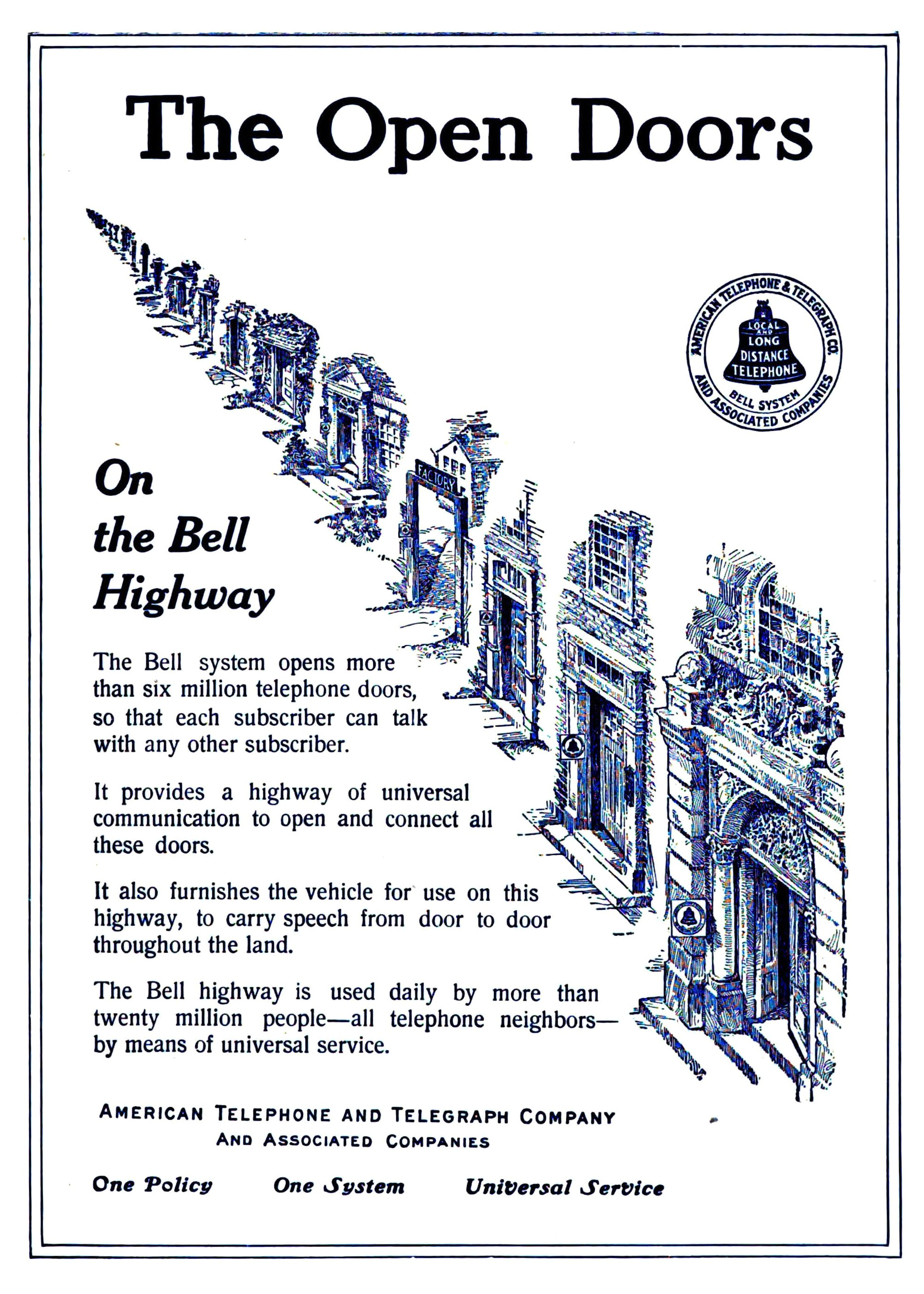
ユニバーサルサービスのスローガンを掲げたベルシステムの広告（1912年）

1894年にベルのオリジナルの特許が切れると、電話市場は開放されて6千もの新しい電話会社が設立され、ベル電話会社は深刻な経営悪化に陥った。1907年4月30日、AT&T初代社長のセオドア・ニュートン・ヴェイルが社長に復帰した。ヴェイルは、全米が単一の電話システムで統一されている方が良いと考え、AT&Tは"One Policy, One System, Universal Service"というスローガンを掲げた。これは、その後70年間にわたる会社の理念となった。ヴェイルの下で、AT&Tはウエスタンユニオン電信をはじめとする多くの小規模な電話会社の買収を開始した。
1913年、AT&T傘下のベルシステムが全米の電話システムを独占するようになったことにより、連邦政府の反トラスト規制当局から目をつけられることになった。政府からの訴訟を避けたいAT&Tは、連邦政府との間で「キングスベリー契約」と呼ばれる合意を結んだ。AT&Tは、ウエスタンユニオンを売却すること、競合他社が自社システムと相互接続することを認めること、州際通商委員会の許可なしに他の独立企業を買収しないことを約束し、その代わりにベルシステムの解散や国有化を免れた。1934年以降は、連邦通信委員会(FCC)がAT&Tの規制を行うようになった。

### 全米規模の独占

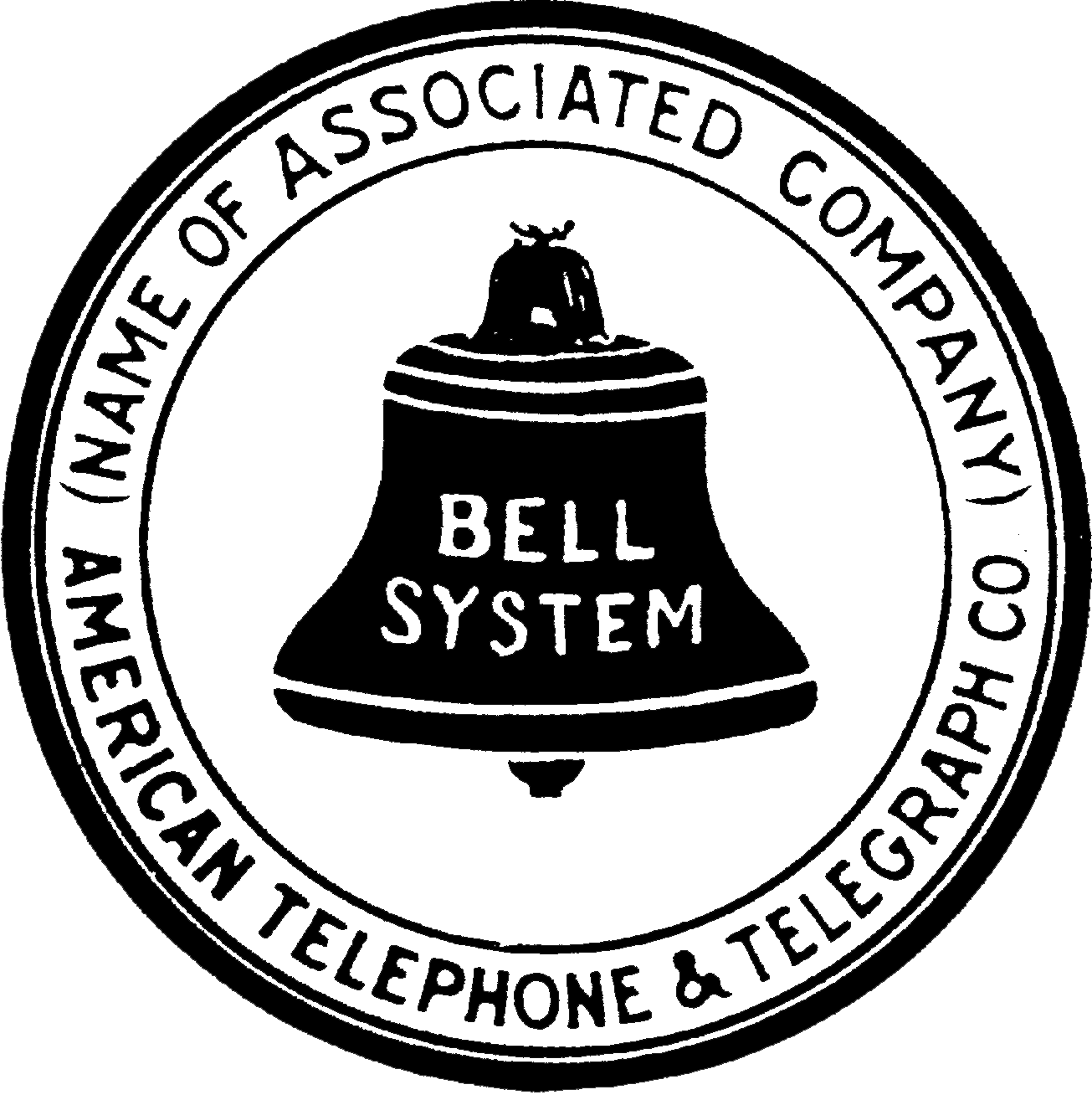
1921年から1969年まで使用していた、ベルシステム関連会社のロゴのテンプレート

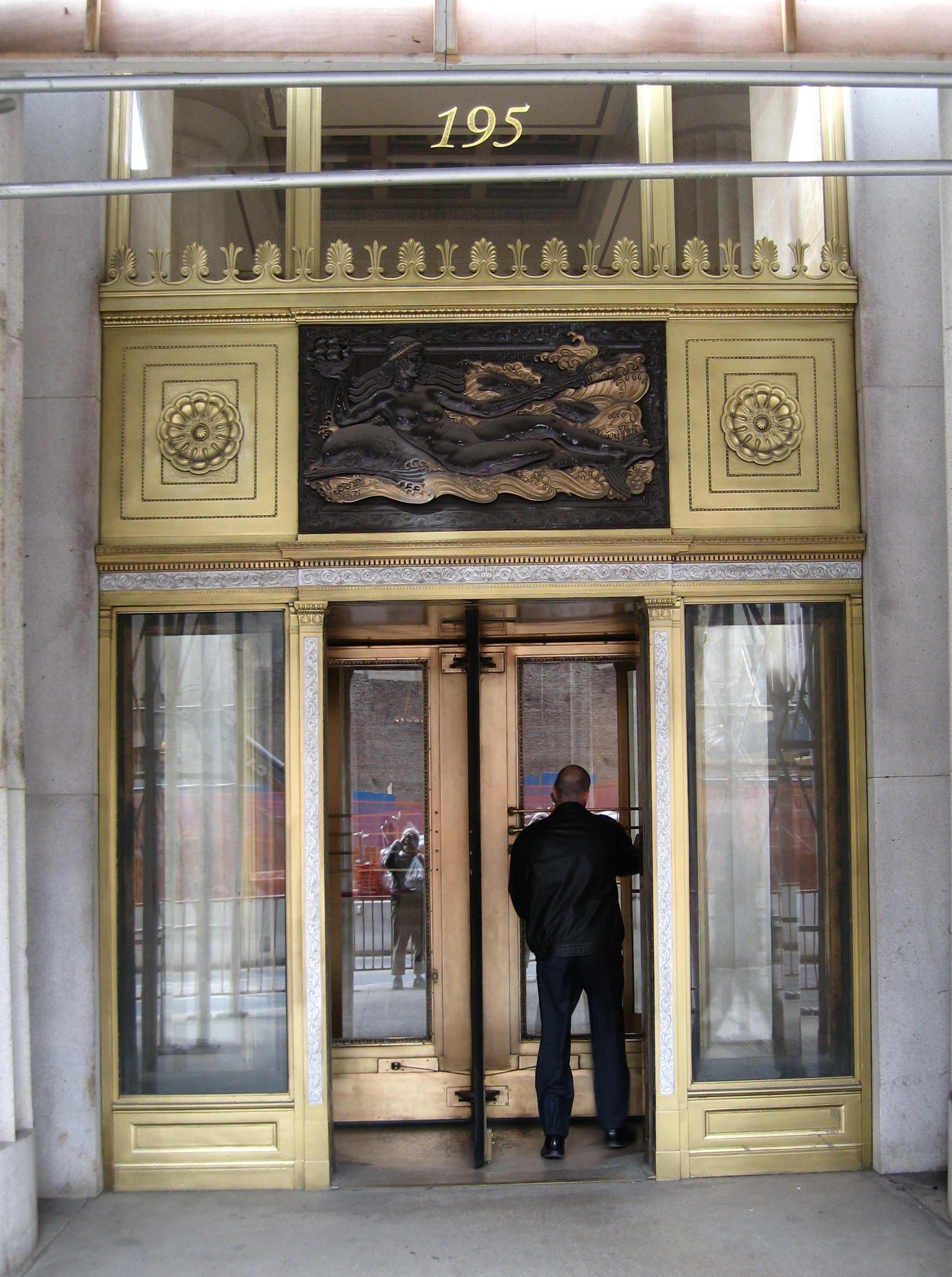
20世紀のほとんどの期間AT&Tの本社が置かれていた195 ブロードウェイ

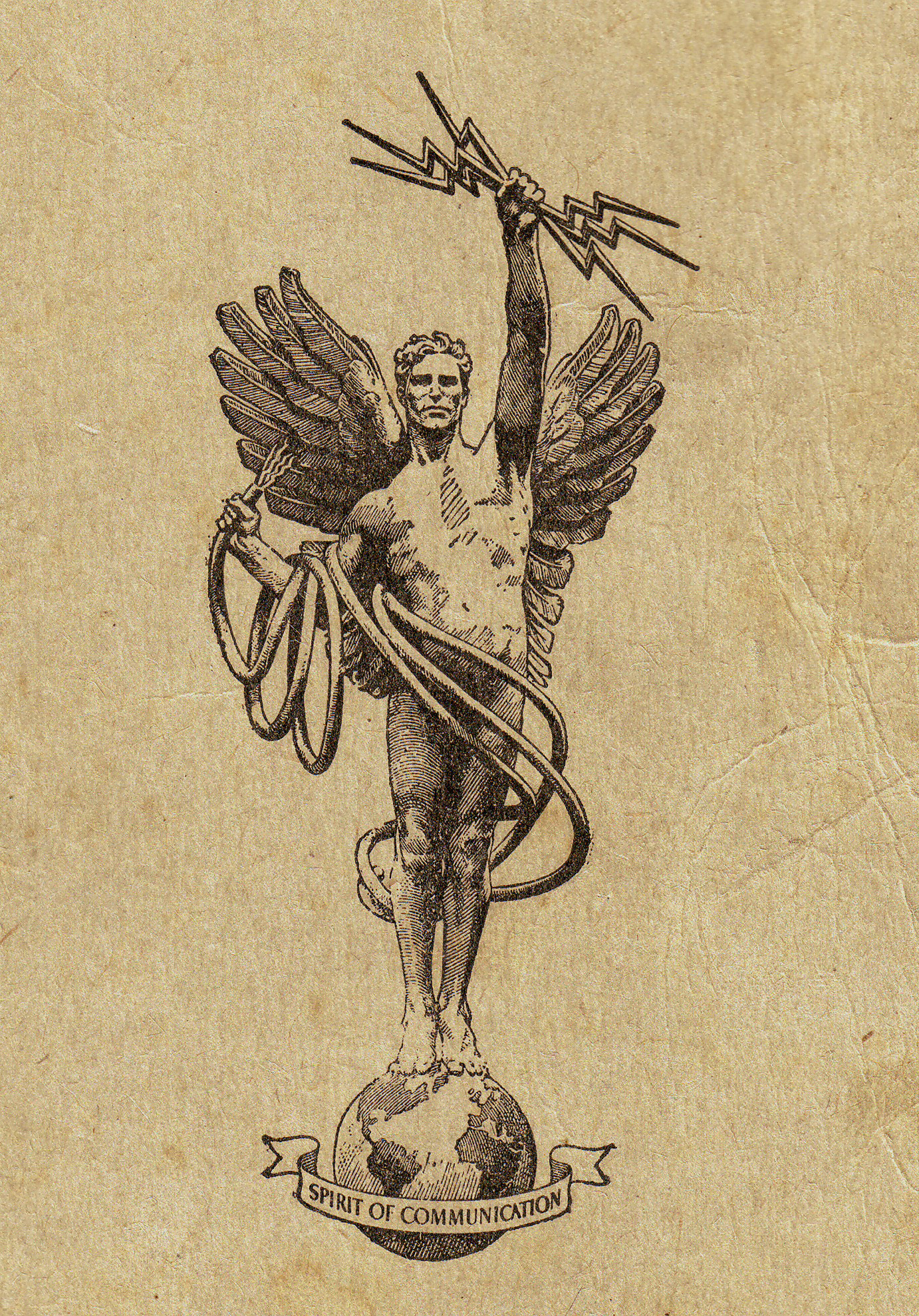
1930年代から1940年代にベルシステムの電話帳に採用されていた『スピリット・オブ・コミュニケーション』

右に掲げる鐘（ベル）のロゴマークは、1921年から1969年まで、AT&Tと地域事業会社の両方が、1つのベルシステムの商標の下で共同ブランドを確立するために使用されたものである。この商標のテンプレートの"name of associated company"の部分に、各社の名前が入る。
ベルシステムの電話機や関連機器は、AT&Tの完全子会社であるウェスタン・エレクトリックが製造していた。電話会社は収入の一定割合をベル研究所にライセンス料として支払っていた。
この垂直独占の結果、ベルシステムは1940年までにアメリカの電話サービスのほとんどを、市内・長距離サービスから電話機に至るまで、事実上保有していた。このため、ベル社は顧客がベル社製またはベル社が販売していない機器を、料金を支払わずにシステムに接続することを禁止することができた。例えば、顧客が地元のベル社がリースしていないスタイルの電話機を希望する場合、顧客はその機器を原価で購入し、電話会社に提出して再配線してもらい、サービス料とそれを使用するための月々のリース料を支払わなければならなかった。

### ベルシステムの縮小と解体
1949年、司法省は、AT&Tとベルシステムの事業会社が電気通信分野でほぼ独占状態にあることを利用して、関連技術で不当な優位性を確立しようとしていると反トラスト法違反の訴訟を起こした。その結果、1956年に締結された同意協定により、AT&Tは全米の電話網の85%と特定の政府契約に限定され、またカナダとカリブ海地域での権益を継続して保有することができなくなった。ベルシステムのカナダ事業には、ベル・カナダという地域事業会社と、ベルシステムの機器メーカーであるウエスタン・エレクトリックの製造子会社のノーザン・エレクトリックがあった。ウエスタン・エレクトリックは1956年にノーザン・エレクトリックを分割したが、AT&Tがベル・カナダを分割したのは1975年のことである。ベル・システムのカリブ海地域の事業会社はITT（当時はInternational Telephone & Telegraph Co.）に買収された。
同意判決では、ベル社は全ての特許をロイヤリティフリーにすることも求められた。これにより、特に電子機器やコンピュータの分野で、技術革新が大幅に進んだ。スティーブン・ウェーバーの"The Success of Open Source"では、この同意判決がオープンソース運動を促進する上で重要であったと述べられている。
1956年以前のベルシステムの活動範囲は、全世界的なものであった。1956年から1984年までの間にも、ベル・システムはあらゆる通信手段に圧倒的な影響力を持ち、米国内に浸透し、先進国全体の通信規格にも影響を与えた。
1984年に行われたベルシステムの解体により、ベルシステムに終止符が打たれた。ベルシステムの解体は、1974年に司法省が、ベルシステム各社が通信業界の競争を阻害する違法行為を行っているとして、反トラスト法に基づく訴訟を提起したことに端を発している。この訴訟は1982年1月8日に和解し、この和解事項が、AT&Tと司法省が1956年に合意した旧制限事項に取って代わることになった。

## サービスマーク

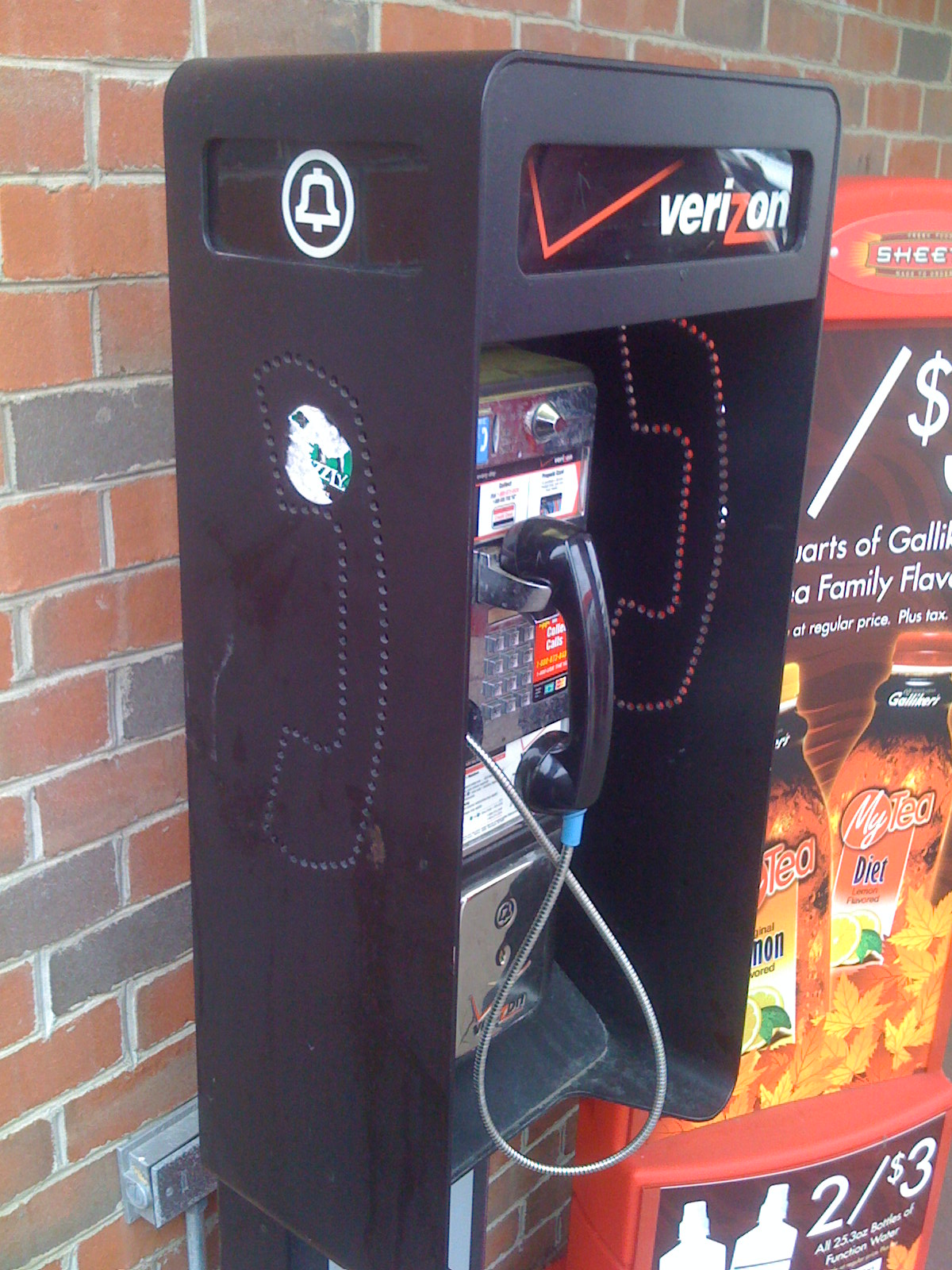
ベライゾンの公衆電話。側面に鐘のロゴが描かれている。

ベルシステムのサービスマークは、1969年にソール・バスが再デザインした、丸で囲まれた鐘のロゴと"Bell System"という文字を含めて、AT&Tによる地域事業会社の分割が実施された1984年1月1日まで使用されていた。
現在では、"Bell"という文字と鐘のロゴ、その他の関連商標は、AT&Tの末裔であるAT&T Inc.、ベライゾン・コミュニケーションズ、ルーメン・テクノロジーズ、シンシナティ・ベルの各社で共有している。カナダ以外における国際的な権利は、これらの会社の合弁会社であるベルIPホールディングスが保有している。

## 子会社

### 1956年以前に保持していたアメリカ国外の企業
1956年以前には、AT&Tは以下のアメリカ国外の企業を保有し、ベルシステムの一部と考えられていた。1956年の縮小以前、ノーザン・エレクトリックは製造業に専念しており、通信機器の研究開発はあまり行われていなかった。
- ノーザン・テレコム（現 ノーテルネットワークス） - 機器製造会社
  - ノーザン・エレクトリック - 通信機器製造会社で、ウェスタン・エレクトリックの子会社
  - ドミニオン・エレクトリック, a former recording equipment-manufacturing company
- カリブ海地域の地域運営会社 - ITTにより買収された。

日本の日本電気(NEC)はウェスタン・エレクトリックが54%を出資する合弁会社として1899年に設立された。NECは、独自の研究開発により、ウェスタン・エレクトリックの北米の通信機器の設計を日本で使用できるようにした。そのため、現在でも日本の電話機器やネットワークの多くは、欧州発祥のITU-T規格よりも北米のANSI規格やiconectiv規格に近いものとなっている。
第二次世界大戦後の占領下の日本における電気通信の運営には、ベルシステムが補助的な役割を果たしていたと考えられる。日本が主権を回復した1952年には日本電信電話公社（電電公社）が発足した。

### 1984年の解体時の子会社

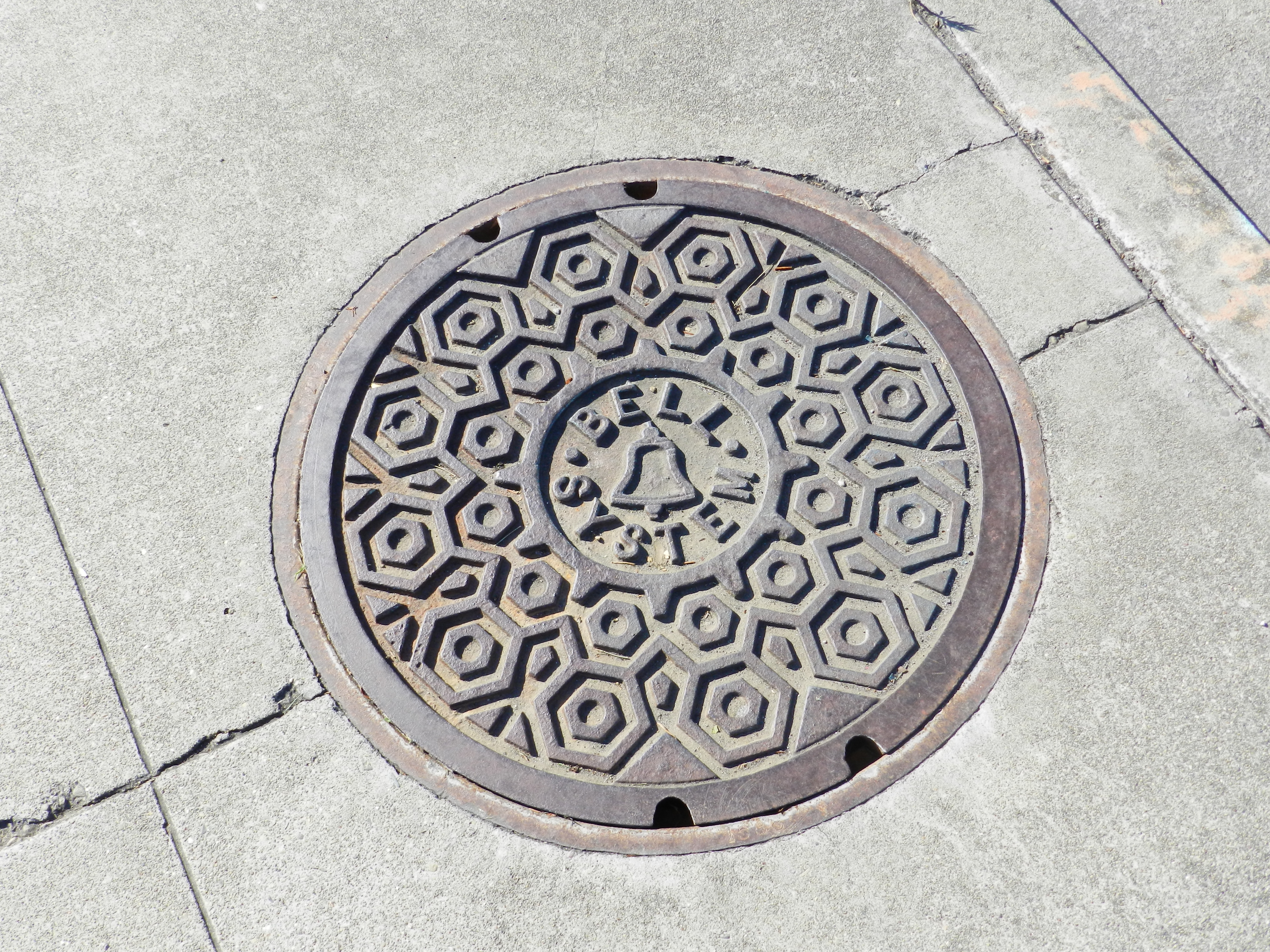
ベルシステムのロゴが入ったマンホールの蓋

1984年の解散直前、ベルシステムは次のような企業構造をとっていた。
- American Telephone and Telegraph Company - 持株会社・長距離通信
  - Illinois Bell Telephone Company
  - Indiana Bell Telephone Company, Incorporated
  - Michigan Bell Telephone Company
  - New England Telephone and Telegraph Company
  - New Jersey Bell Telephone Company
  - New York Telephone Company
  - Northwestern Bell Telephone Company
  - Pacific Northwest Bell Telephone Company
  - South Central Bell Telephone Company
  - Southern Bell Telephone and Telegraph Company
  - Southwestern Bell Telephone Company
  - The Bell Telephone Company of Pennsylvania
  - The Chesapeake and Potomac Telephone Company
  - The Chesapeake and Potomac Telephone Company of Maryland
  - The Chesapeake and Potomac Telephone Company of West Virginia
  - The Chesapeake and Potomac Telephone Company of Virginia
  - The Diamond State Telephone Company
  - Mountain States Telephone and Telegraph Company
    - Malheur Home Telephone Company

  - The Ohio Bell Telephone Company
  - The Pacific Telephone and Telegraph Company
    - Bell Telephone Company of Nevada

  - Wisconsin Telephone Company
- その他の子会社
  - Bell Canada (1880–1975)
    - Northern Electric(1914–1956) - カナダにおける機器製造会社

  - Western Electric Co., Inc. - 機器製造会社
    - Bell Telephone Laboratories, Inc. - 研究開発会社。AT&Tとウェスタン・エレクトリックが共有

  - Cincinnati Bell, Inc. （22.7%保有）
  - The Southern New England Telephone Company （16.8%保有）
  - Bellcomm, Inc. (1963–1972)

### 1984年
1984年1月1日、ベルシステムの旧組織は、「ベビーベル」と呼ばれる以下の地域ベル電話会社(RBOC)に再編された。
- American Information Technologies Corporation(Ameritech)
  - Illinois Bell Telephone Company
  - Indiana Bell Telephone Company, Incorporated
  - Michigan Bell Telephone Company
  - The Ohio Bell Telephone Company
  - Wisconsin Bell, Inc.
- American Telephone and Telegraph Company
  - AT&T Communications, Inc.（英語版）
  - AT&T Information Systems, Inc.（英語版）
  - AT&T Technologies, Inc.（英語版）
  - Bell Telephone Laboratories, Inc.
- Bell Atlantic Corporation
  - New Jersey Bell Telephone Company
  - The Bell Telephone Company of Pennsylvania
  - The Chesapeake and Potomac Telephone Company
  - The Chesapeake and Potomac Telephone Company of Maryland
  - The Chesapeake and Potomac Telephone Company of West Virginia
  - The Chesapeake and Potomac Telephone Company of Virginia
  - The Diamond State Telephone Company
- Bell Communications Research, Inc.（英語版） - 全ベビーベルで共有
- BellSouth Corporation
  - Southern Bell Telephone and Telegraph Company
  - South Central Bell Telephone Company
- Cincinnati Bell, Inc.（英語版）
  - Cincinnati Bell Telephone Company
- NYNEX Corporation
  - New York Telephone Company
  - New England Telephone and Telegraph Company
- Pacific Telesis Group
  - Pacific Bell Telephone Company
    - Nevada Bell Telephone Company
- Southwestern Bell Corporation
  - Southwestern Bell Telephone Company
- The Southern New England Telephone Company（英語版）
- US WEST, Inc.（英語版）
  - Northwestern Bell Telephone Company
  - Pacific Northwest Bell Telephone Company
  - The Mountain States Telephone and Telegraph Company
    - Malheur Home Telephone Company

#### 現在
1984年以降、事業会社の合併が何度も行われた。かつてのベルシステムを構成した企業の一部は、ベルシステム以外の企業の所有となっている。
現存する地域ベル電話会社
- AT&T Inc. - 持株会社。かつてのサウスウェスタン・ベル
  - AT&T Corp. - かつてのAT&T
  - AT&T Teleholdings, Inc. - かつてのアメリテックで、パシフィック・テレシスも含む。
    - Illinois Bell Telephone Company - 地域LEC
    - Indiana Bell Telephone Company, Incorporated - 地域LEC
    - Michigan Bell Telephone Company - 地域LEC
    - Pacific Bell Telephone Company - 地域LEC
      - Nevada Bell Telephone Company - 地域LEC

    - The Ohio Bell Telephone Company - 地域LEC
    - Wisconsin Bell, Inc. - 地域LEC

  - BellSouth LLC - かつてはベビーベルの1社で、現在はAT&Tの子会社
    - BellSouth Telecommunications, LLC - 地域LEC

  - Southwestern Bell Telephone Company - 地域LEC
- Verizon Communications, Inc. - 持株会社。かつてのベル・アトランティック
  - NYNEX LLC - かつてはベビーベルの1社。
    - Verizon New England, Inc. - 地域LEC
    - Verizon New York, Inc. - 地域LEC

  - Verizon Delaware LLC - 地域LEC
  - Verizon Maryland, Inc. - 地域LEC
  - Verizon New Jersey, Inc. - 地域LEC
  - Verizon Pennsylvania, Inc. - 地域LEC
  - Verizon Washington, D.C., Inc. - 地域LEC
  - Verizon Virginia, Inc. - 地域LEC
- Lumen Technologies, Inc.（英語版）  - 旧センチュリー・リンク。独立系LEC持株会社（ベビーベルではない）
  - Qwest Communications International, Inc.（英語版） - 2011年に買収された持株会社。2000年にUSウェストを買収した。
    - Qwest Services Corporation - 中間持株会社
      - Qwest Corporation - 地域LEC

その他のベル運営会社

2016年までのシンシナティ・ベルのロゴには、ベルシステムの鐘のマークが入っていた。

以下の電話会社は、ベビーベル出身の企業から独立しているとみなされる。
- Cincinnati Bell, Inc.（英語版） - 独立系LEC持株会社
  - Cincinnati Bell Telephone Company LLC - 1984年までAT&Tが27.8%保有していたLECで、1984年の解体時には分離されていた
- Consolidated Communications Holdings, Inc. - 独立系LEC持株会社
  - FairPoint Communications|FairPoint Communications, Inc. - LEC持株会社
    - Consolidated Communications of Northern New England Company LLC - 地域LEC
    - Consolidated Communications of Vermont Company LLC - 地域LEC
- Frontier Communications|Frontier Communications Corporation - 独立系LEC持株会社
  - Frontier Communications ILEC Holdings, Inc. - LEC持株会社
  - Frontier West Virginia, Inc. - 地域LEC
  - The Southern New England Telephone Company - 1984年までAT&Tが16.8%を保有していた地域LECで、1984年の解体時には分離されていた

その他のベルシステムの企業
以下は、1984年以降にAT&T社またはベビーベル各社から分割された企業で、電話サービスを提供していないものである。
- Lucent Technologies - 1995年に独立した研究・機器製造会社で、2006年にフランスのアルカテルと合併してアルカテル・ルーセントとなり、2016年にフィンランドのノキアに買収された。
  - Western Electric Company, Incorporated - 通信・録音機器メーカー。解体時にAT&Tテクノロジーとなり、1995年にルーセント・テクノロジーとなった・
    - Alcatel-Lucent Bell - 1882年にベルギーのアントワープでウエスタン・エレクトリック社によって設立された。ITTとアルカテルを経てアルカテル・ルーセントの傘下に入った。

  - Bell Telephone Laboratories, Inc. - かつてのベル研究所。ルーセント・テクノロジーの傘下となった後、2016年にノキア・ベル研究所となった。
- Avaya, Inc. - 2000年にルーセントからスピンオフした。
- LSI Corporation - 持株会社
  - Agere Systems（英語版） - 2000年にルーセントのマイクロエレクトロニクス子会社として設立され、2002年にスピンオフし、2007年にLSI社に買収された。
- Systimax Solutions - 元ウェスタン・エレクトリックの構内配線部門で、AT&Tネットワークシステムズとなった後、アバイアから2002年に分離された。
- iconectiv（英語版） - 旧称 Bell Communications Research (Bellcore)